# Vanessa Civit
Vanessa Civit (16 de julio de 1975) es una deportista francesa que compitió en lucha libre. Ganó dos medallas en el Campeonato Europeo de Lucha, oro en 1996 y plata en 1993.

## Palmarés internacional
| Campeonato Europeo | Campeonato Europeo | Campeonato Europeo | Campeonato Europeo |
| Año                | Lugar              | Medalla            | Categoría          |
| ------------------ | ------------------ | ------------------ | ------------------ |
| 1993               | Ivánovo (Rusia)    | Medalla de bronce  | 75 kg              |
| 1996               | Oslo (Noruega)     | Medalla de oro     | 75 kg              |